# Четрдесет прва
„Четрдесет прва“ је југословенски филм из 1971. године. Режирао га је Јован Ристић, а сценарио су писали Бранко Ћопић и Слободан Новаковић

## Улоге
| Глумац          | Улога    |
| --------------- | -------- |
| Братислав Грбић | Певач    |
| Корнелије Ковач | Певач    |
| Јосипа Лисац    | Певачица |
| Дадо Топић      | Певач    |